# Dykasteria do spraw Popierania Jedności Chrześcijan
Dykasteria ds. Popierania Jedności Chrześcijan (łac. Dicasterium ad Unitatem Christianorum fovendam) – wchodzi jako aparat administracyjny w skład Kurii
Rzymskiej, działający przy
Stolicy Apostolskiej. Do zadań dykasterii należy prowadzenie w imieniu Kościoła katolickiego działalności ekumenicznej.
Dykasteria działała w minionych latach jako:
- 1960–1988: Sekretariat ds. promowania jedności chrześcijan
- 1988–2022: Papieska Rada ds. Popierania Jedności Chrześcijan[1]

## Obecny zarząd Dykasterii
- Prefekt: kard. Kurt Koch (od 1 VII 2010)
- Sekretarz: abp Flavio Pace (od 23 II 2024)
- Podsekretarz: ks. Andrea Palmieri (od 4 IX 2012)

## Historia
W 1958 nowo wybrany Jan XXIII ogłosił zamiar zwołania soboru powszechnego. W 1959 patriarcha melchicki Maksymos IV Saigh i arcybiskup Paderborn Lorenz Jaeger skierowali do papieża noty, w których proponowali, by kwestie ekumenizmu przygotowała pod obrady soborowe specjalna komisja lub kongregacja. Uznając słuszność tych propozycji, Jan XXIII, mocą motu proprio z 5 lipca 1960 Superno Dei nutu, powołał 12 komisji przygotowujących Sobór watykański II. Wśród nich był Sekretariat do spraw popierania Jedności Chrześcijan. Powołanie tego ciała miało być, w zamyśle papieża, wyrazem życzliwości wobec chrześcijan-niekatolików.
Sekretariat aktywnie uczestniczył w przygotowaniach do Soboru, przygotowując schematy, jak również dobrze służył obradom Soboru, wnosząc do schematów poprawki żądane przez ojców soborowych. Sekretariat opracował projekty dekretu o ekumenizmie Unitatis redintegratio, deklaracji o wolności religijnej Dignitatis humanae i deklaracji o stosunku kościoła do religii niechrześcijańskich Nostra aetate, a także uczestniczył w pracach nad konstytucją dogmatyczną o kościele Lumen gentium. Inicjatywą sekretariatu było zaproszenie na Sobór obserwatorów innych kościołów i wspólnot chrześcijańskich. W toku Soboru, 15 stycznia 1963, Sekretariat został podniesiony do rangi komisji soborowej.
Po zakończeniu Soboru Sekretariat kontynuował działalność. 3 stycznia 1966 papież Paweł VI włączył go w strukturę Kurii Rzymskiej jak stałą dykasterię. Konstytucją apostolską Pastor Bonus z 28 czerwca 1988 Jan Paweł II podniósł Sekretariat do rangi Papieskiej Rady, zaś papież Franciszek po reformie Kurii Rzymskiej w 2022 roku ustanowił ją jedną z dykasterii.
Rada reprezentuje Kościół katolicki w ramach Globalnego Forum Chrześcijańskiego.

## Struktura i kompetencje
Rada jest podzielona merytorycznie na dwie sekcje: wschodnią, zajmującą się stosunkami z kościołami na Wschodzie i zachodnią, zajmującą się stosunkami z wspólnotami kościelnymi i kościołami Zachodu oraz ze Światową Radą Kościołów. W skład Rady wchodzi około 30 członków - kardynałów, biskupów i konsultorów. Z urzędu członkami Rady są prefekci Kongregacji do spraw Kościołów Wschodnich i do spraw Ewangelizacji Ludów. Z Radą jest personalnie związana Komisja do spraw stosunków Wyznaniowych z Żydami, powołana przez Pawła VI w 1974 - przewodniczący i sekretarz Rady są przewodniczącym i sekretarzem Komisji.
Kompetencje Rady zostały określone konstytucją apostolską Pawła VI Regimini ecclesiae z 1967. Sprowadzają się do prowadzenia i koordynowania dialogów ekumenicznych prowadzonych przez Kościół katolicki z innymi Kościołami i wspólnotami chrześcijańskimi oraz do podtrzymywania postawy ekumenicznej wewnątrz Kościoła katolickiego. Temu służy wydawanie przez Radę kolejnych dokumentów, przekładających idee ekumeniczne na język prawa kanonicznego. Są to między innymi:
- Dyrektorium ekumeniczne (część I – 1967, część II – 1970)
- dokument roboczy dotyczący dialogu ekumenicznego (1970)
- instrukcja o dopuszczaniu do komunii w Kościele katolickim chrześcijan innych wyznań (1972)
- dokument dotyczący współpracy ekumenicznej na szczeblu regionalnym, krajowym i diecezjalnym (1975)
- Dyrektorium w sprawie realizacji zasad i norm dotyczących ekumenizmu (1993),
- dokument pt. Ekumeniczny wymiar formacji osób trudniących się posługą duszpasterską (1995)
- dokument pt. "Wskazania dotyczące dopuszczania do Eucharystii między Kościołem Chaldejskim i Asyryjskim Kościołem Wschodu" (2001)

## Dotychczasowy zarząd Dykasterii

### Przewodniczący Sekretariatu ds. promowania jedności chrześcijan (1960–1988)
- 1960–1968: kard. Augustin Bea SJ
- 1964–1970: kard. John Heenan
  - wiceprzewodniczący sekretariatu
- 1964–1970: bp Emiel-Jozef De Smedt
  - wiceprzewodniczący sekretariatu
- 1969–1989: kard. Johannes Willebrands
- 1975–1983: abp Ramon Torrella Cascante
  - wiceprzewodniczący sekretariatu

### Przewodniczący Papieskiej Rady ds. Popierania Jedności Chrześcijan (1988–2022)
- 1988–1989: kard. Johannes Willebrands
- 1989–2001: kard. Edward Cassidy
- 2001–2010: kard. Walter Kasper
- od 2010: kard. Kurt Koch

### Prefekci Dykasterii ds. Popierania Jedności Chrześcijan  (od 2022)
- od 5 VI 2022: kard. Kurt Koch

### Sekretarze
- 1960–1969: kard. Johannes Willebrands
- 1969–1973: kard. Jean Jérôme Hamer OP
  - sekretarz pomocniczy (1966–1969)
- 1973–1981: ks. Charles Moeller
- 1983–1999: bp Pierre Duprey MAfr
- 1996–1998: abp Jean-Claude Périsset
  - sekretarz pomocniczy
- 1999–2001: kard. Walter Kasper
- 2001–2002: kard. Marc Ouellet PSS
- 2002–2024: bp Brian Farrell LC
- od 2024: abp Flavio Pace

### Podsekretarze
- 1963–1985: bp Jean-François Arrighi
- 1963–1983: bp Pierre Duprey MAfr
- 1985–1987: bp John Basil Meeking
- 1987–2010: ks. Eleuterio Fortino
- 1996–1998: abp Jean-Claude Périsset
- od 2012: ks. Andrea Palmieri